# Fiume Gaoping
Il Gaoping, anche chiamato Kaoping (cinese tradizionale : 高屏溪 ; pinyin : Gāopíng Xī ; Wade : Kao-p'ing Hsi) è un fiume che scorre nel sud dell'isola di Taiwan, nella Contea di Pingtung ed attraversa la città di Kaohsiung. Il fiume è lungo 171 km.

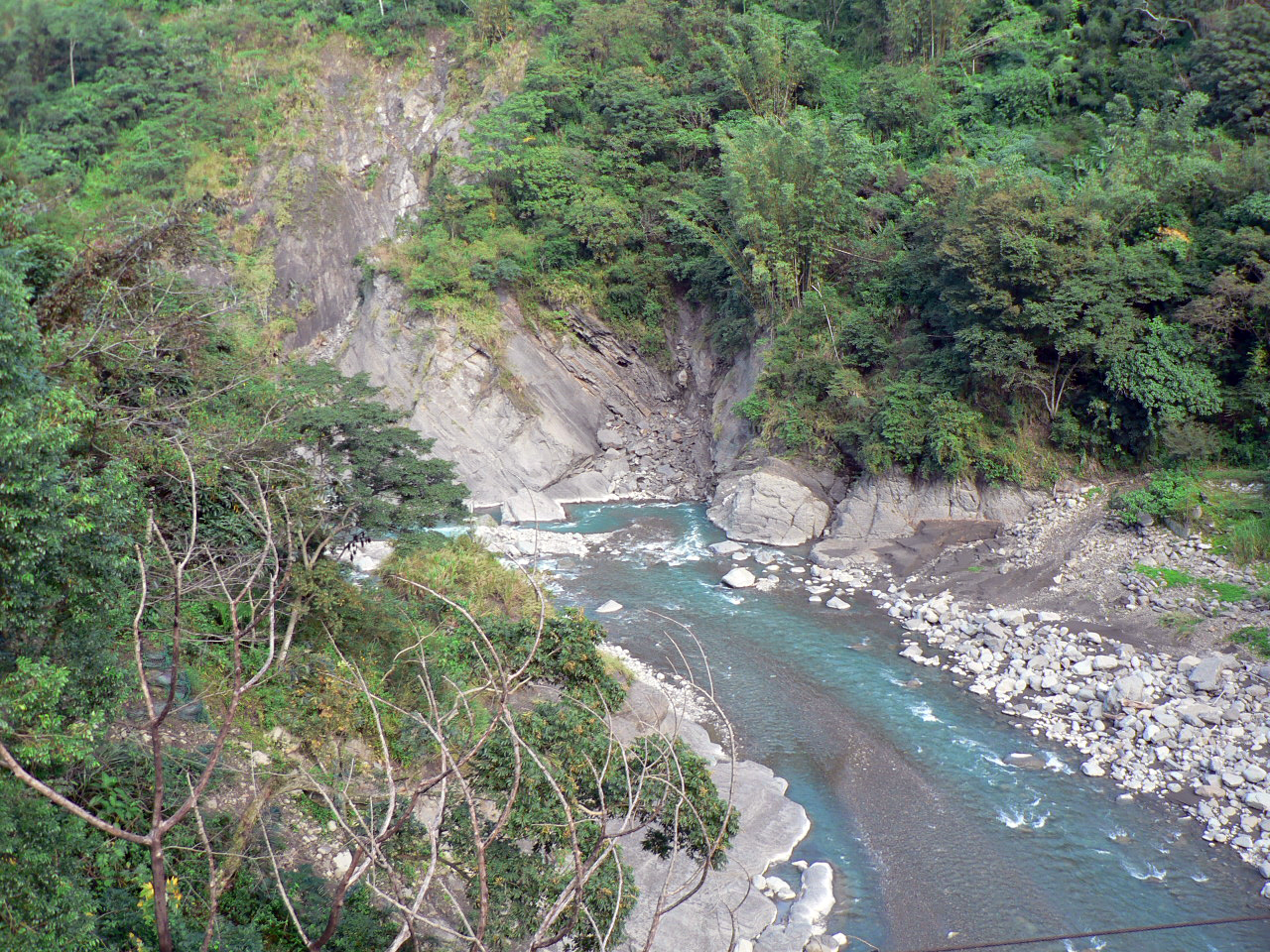
Sorgenti del Gaoping

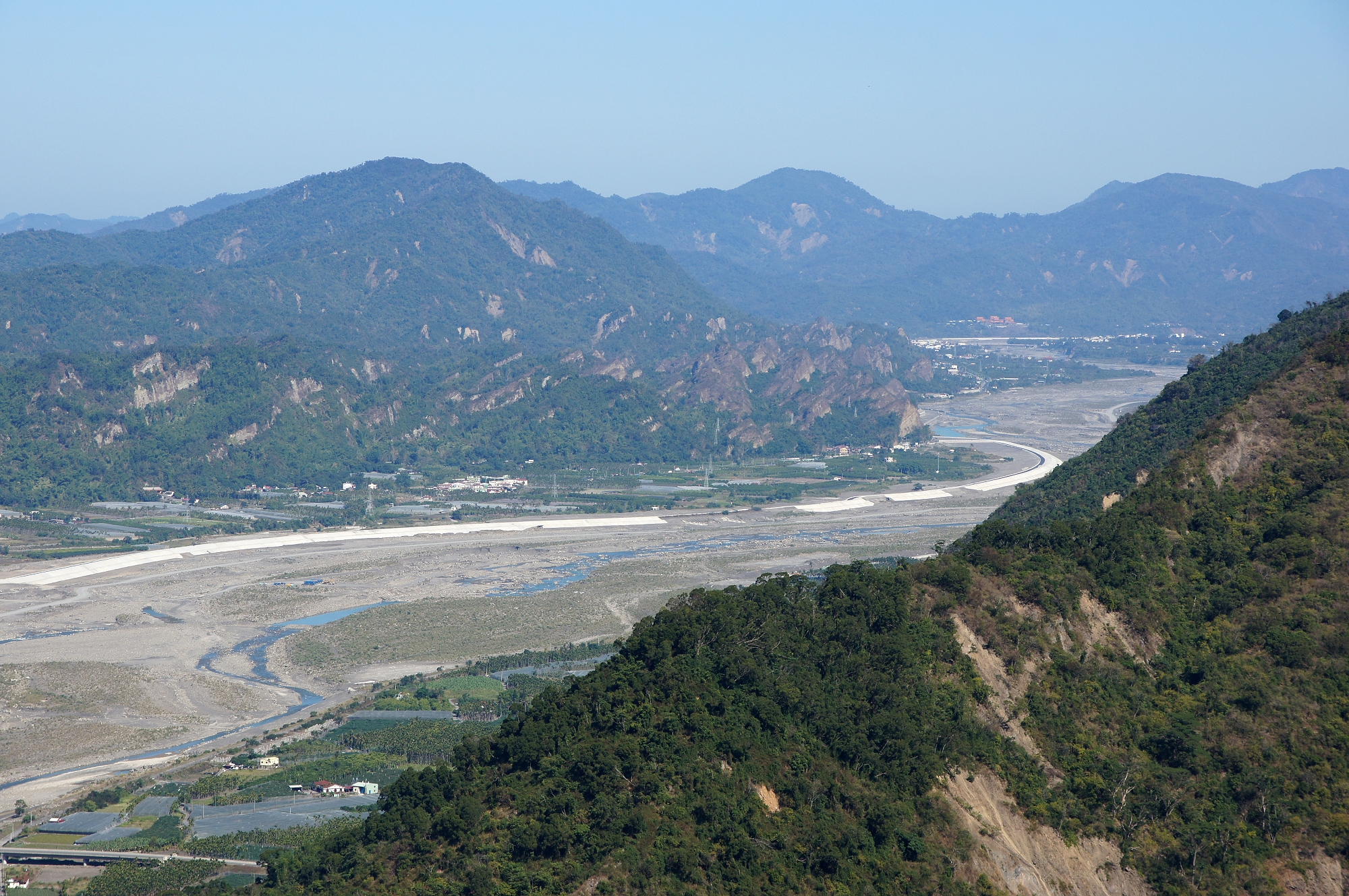
L'affluente Laonong in prossimità del sito proposto per la deiga di Meinong

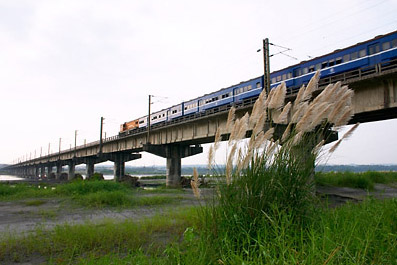
Ponte della Taiwan Railway Administration sul Gaoping

## Caratteristiche
Le sorgenti del Gaoping si trovano nei pressi di Yu Shan nel nord del distretto di Tauyan di Kaohsiung ed in una piccola parte del sud della Contea di Nantou.  Il fiume esce dai canyon montani nei pressi di Meinong, diviene un Fiume a canali intrecciati che scorre ancora per circa 75 km verso sud, lungo la pianura costiera, attraverso la Contea di Pingtung, per gettarsi infine nello Stretto di Formosa.